# 찬드라세카라 벵카타 라만
찬드라세카라 벵카타 라만 경(Sir Chandrasekhara Venkata Raman, 타밀어: சந்திரசேகர வெங்கடராமன, FRS, 1888년 11월 7일 ~ 1970년 11월 21일) 박사는 라만 효과를 발견한 인도의 물리학자이다. 1930년에 아시아 최초로 노벨 물리학상을 받았다.

## 학력
- ~1902년: 세인트 알로이시오 앵글로-인디안 고등학교 (졸업)
- 1902년~1904년: 첸나이 프레지던시 대학교 (학사)
- 1904년~1907년: 마드라스 대학교 (석사)

## 업적

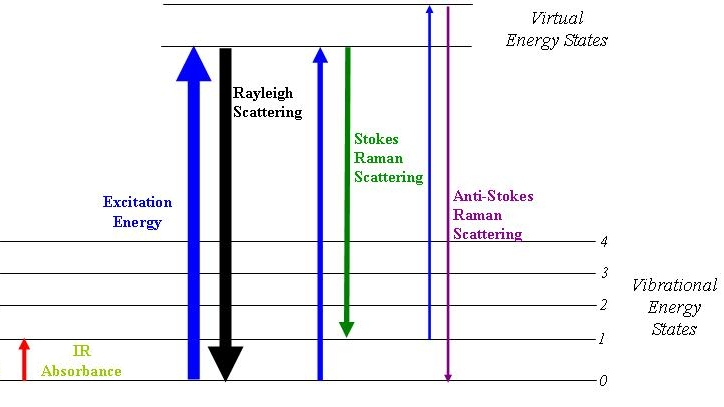
라만 신호와 관련된 에너지 레벨 상태들을 보여주는 도표.

1928년 2월 28일, 라만은 빛의 산란에 관한 실험들로부터, 라만 효과를 발견하였다. 이것은 빛의 양자적 특성에 대한 또다른 증거가 되었다. 이 현상으로부터 라만 분광학이 발전하였다.
1930년 "빛의 산란에 대한 연구와 라만 효과 발견"에 대한 공로로 노벨 물리학상을 수상하였다.
라만은 음악 기기의 음향학에 대해서도 연구를 하였다.

## 상훈
- 1924년 왕립학회 회원 선출
- 1929년 영국 기사작위(Knight Bachelor) 서임[1]
 - 1929년 당시는 인도가 영국 연방에서 독립하기 이전임
- 1930년 노벨 물리학상
- 1954년 바라트 라트나(Bharat Ratna)
- 1957년 레닌 평화상